# Taraxacum luteodens
Taraxacum luteodens — вид квіткових рослин родини айстрових (Asteraceae).

## Поширення
Ендемічна флора Ісландії.